# USS Lamson (DD-367)
USS Lamson (DD-367) là một tàu khu trục lớp Mahan được Hải quân Hoa Kỳ chế tạo vào giữa những năm 1930. Nó là chiếc tàu chiến thứ ba của Hải quân Hoa Kỳ được đặt tên theo Đại úy Hải quân Roswell Hawkes Lamson (1838-1903), người tham gia cuộc Nội chiến Hoa Kỳ. Nó đặt căn cứ tại Thái Bình Dương, hoạt động tuần tra và hộ tống trước và trong Chiến tranh Thế giới thứ hai, đang tuần tra ngoài khơi Trân Châu Cảng vào lúc diễn ra cuộc tấn công vào ngày 7 tháng 12 năm 1941, nên đã không chịu hư hại hay thương vong, và đã hoạt động cho đến khi chiến tranh kết thúc cho dù từng bị máy bay kamikaze đánh trúng. Lamson được sử dụng vào việc thử nghiệm bom nguyên tử tại đảo san hô Bikini trong Chiến dịch Crossroads và bị đánh chìm vào ngày 2 tháng 7 năm 1946 trong Thử nghiệm Able.

## Thiết kế và chế tạo
Lamson được đặt lườn vào ngày 20 tháng 3 năm 1934 tại xưởng tàu của hãng Bath Iron Works Corp., ở Bath, Maine. Nó được hạ thủy vào ngày 17 tháng 6 năm 1936, được đỡ đầu bởi cô Francis W. Andrews; và được đưa ra hoạt động vào ngày 21 tháng 10 năm 1936 dưới quyền chỉ huy của Hạm trưởng, Trung tá Hải quân H. E. Paddock.

## Lịch sử hoạt động
Sau khi chạy thử máy tại khu vực Đại Tây Dương và vùng biển Caribe, Lamson rời Norfolk, Virginia vào ngày 16 tháng 6 năm 1937 để đi sang khu vực Thái Bình Dương. Đi đến San Diego, California vào ngày 1 tháng 7, chiếc tàu khu trục tiến hành các hoạt động thực tập và huấn luyện chiến thuật cho đến khi nó lên đường đi Trân Châu Cảng vào ngày 5 tháng 10 năm 1939. Nó tiếp nối các hoạt động huấn luyện từ căn cứ tại quần đảo Hawaii này trong hai năm tiếp theo. Nó đang trên đường quay trở về Trân Châu Cảng sau chuyến đi tuần tra vào lúc Hải quân Nhật bất ngờ tấn công vào ngày 7 tháng 12 năm 1941. Sau khi truy tìm không thành công lực lượng đối phương, nó tuần tra tại vùng biển Hawaii, và đi đến đảo Johnston để triệt thoái thường dân. Rời Trân Châu Cảng vào ngày 6 tháng 1 năm 1942, nó đi đến Pago Pago, Samoa hai tuần sau đó để tuần tra chống tàu ngầm, rồi được phân về Hải đội ANZAC tại khu vực Nam Thái Bình Dương.
Vào đầu tháng 3, Lamson đi đến vùng quần đảo Fiji để tham gia lực lượng phòng thủ chống tàu ngầm đang được mở rộng nhằm giữ an toàn cho tuyến tiếp liệu hàng hải Nam Thái Bình Dương. Sau sáu tháng làm nhiệm vụ tuần tra và bảo vệ, nó tham chiến lần đầu tiên vào ngày 22 tháng 10, khi cùng với chiếc Mahan tấn công các tàu canh phòng Nhật được bố trí giữa quần đảo Gilbert và quần đảo Ellice. Hai chiếc tàu khu trục đã thực hiện cuộc tấn công phối hợp, đánh trả máy bay không kích đối phương và đánh chìm hai tàu đối phương. Vào ngày 30 tháng 11, Lamson gia nhập Lực lượng Đặc nhiệm 67 dưới quyền Chuẩn đô đốc Carleton H. Wright trong trận Tassafaronga. Một tàu khu trục Nhật đã bị đánh chìm cùng một chiếc khác bị hư hại trong khi phía Hoa Kỳ mất một tàu tuần dương và ba chiếc khác bị hư hại. Sau đó Lamson quay trở lại hoạt động tại khu vực Nam Thái Bình Dương trong tám tháng tiếp theo sau, hộ tống các đoàn tàu vận tải đi đến Guadalcanal. Thường xuyên ở ngoài biển trong nhiệm vụ tuần tra và bảo vệ chống tàu ngầm, nó trợ giúp các đơn vị khác khi chúng mở đường cho cuộc tiến quân của lực lượng Đồng Minh tại Tây Nam Thái Bình Dương.
Đi đến vịnh Milne vào ngày 19 tháng 8 năm 1943, Lamson gia nhập Hải đội Khu trục 5, lực lượng tiên phong cho Đệ Thất hạm đội hùng hậu, để tham gia các chiến dịch tại New Guinea. Trong cuộc đổ bộ lên Lae và Finschhafen vào tháng 9, nó tham gia bắn phá chuẩn bị, cung cấp hỏa lực hỗ trợ cho lực lượng trên bờ sau khi đổ bộ, và hộ tống các đoàn tàu vận tải tăng viện đến hòn đảo. Sau hai tháng làm nhiệm vụ hộ tống, nó gia nhập cùng ba tàu khu trục khác vào ngày 29 tháng 11 xâm nhập sâu 160 dặm (260 km) bên trong lãnh thổ đối phương để bắn phá Madang, căn cứ hải quân chủ lực của Nhật Bản tại khu vực New Guinea. Vào ngày 15 tháng 12, nó tham gia bắn phá chuẩn bị xuống Arawe, New Britain, và trong cuộc đổ bộ xuống mũi Gloucester mười một ngày sau đó, nó bắn rơi hai máy bay ném bom bổ nhào Aichi D3A "Vals." Tiếp tục chiến dịch New Guinea, nó bắn phá Saidor vào ngày 2 tháng 1 năm 1944.

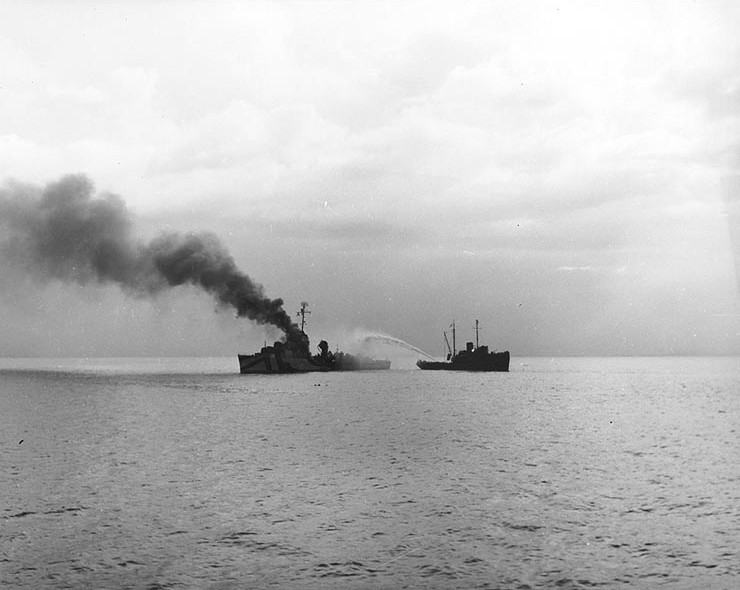
USS Lamson đang bốc cháy tại vịnh Ormoc sau khi bị máy bay kamikaze đâm trúng, 7 tháng 12 năm 1944, chiếc tàu kéo đang giúp chữa cháy có thể là chiếc USS ATR-31.

Sau một đợt tái trang bị ngắn tại Xưởng hải quân Mare Island và một đợt huấn luyện tại Trân Châu Cảng, Lamson đi đến Eniwetok vào ngày 8 tháng 8 để gia nhập Đệ Ngũ hạm đội. Trong hai tháng tiếp theo sau, nó thực hiện nhiệm vụ tuần tra và hộ tống chống tàu ngầm tại khu vực quần đảo Marshall trưỡc khi được điều động sang  Đệ Thất hạm đội. Khởi hành từ Hollandia vào ngày 25 tháng 10, chiếc tàu khu trục hướng sang Philippines để phục vụ như tàu cột mốc, tuần tra và bảo vệ cho cuộc tấn công lớn xuống Leyte. Trong suốt tháng 11, nó đánh trả nhiều cuộc không kích cảm tử nhắm vào các đoàn tàu vận tải chuyên chở hàng tiếp liệu đến Phillipines. Đang khi bảo vệ một đoàn tàu vận tải ngoài khơi vịnh Ormoc vào ngày 7 tháng 12, nó đã bắn rơi hai máy bay trinh sát hai động cơ Mitsubishi Ki-46 "Dinah" trước khi một chiếc thứ ba đâm bổ vào cấu trúc thượng tầng của nó, làm thiệt mạng 25 thành viên thủy thủ đoàn và làm bị thương 54 người khác.
Lamson quay trở về Xưởng hải quân Puget Sound vào ngày 16 tháng 1 năm 1945 để được sửa chữa toàn diện. Quay trở lại Eniwetok vào ngày 10 tháng 5, nó phục vụ trong vai trò tuần tra và giải cứu ngoài khơi Iwo Jima cho đến khi chiến tranh kết thúc. Vào ngày 3 tháng 9, nó đi đến Chichi Jima để giám sát việc đầu hàng tại quần đảo Bonin, và sau khi hoàn thành nhiệm vụ chiếm đóng tại Sasebo trong một tháng, chiếc tàu khu trục rời Nhật Bản vào ngày 29 tháng 10 để đi San Diego, về đến nơi vào ngày 29 tháng 11.
Sau chiến tranh, Lamson vẫn còn có một đóng góp quan trọng, khi nó đi đến đảo san hô Bikini vào tháng 5 năm 1946 để tham gia Chiến dịch Crossroads, cuộc thử nghiệm bom nguyên tử của Hoa Kỳ tại Thái Bình Dương. Lamson bị đánh chìm trong Thử nghiệm Able vào ngày 2 tháng 7 năm 1946.

## Phần thưởng
Lamson được tặng thưởng năm Ngôi sao Chiến trận do thành tích phục vụ trong Chiến tranh Thế giới thứ hai.